# Mistrovství světa v zápasu řecko-římském 1910
Mistrovství světa v zápasu řecko-římském proběhlo v Düsseldorfu, Německo v roce 1910. 

## Výsledky
| Kategorie  | Zlato            | Stříbro       | Bronz                |
| ---------- | ---------------- | ------------- | -------------------- |
| do 60 kg   | Karl Wernicke    | Uwe Fricker   | Jürgen Christian     |
| do 70 kg   | Fritz Altroggen  | H. Bauer      | J. Gelot             |
| do 85 kg   | Hermann Buchholz | Fritz Kärcher | Harald Christensen   |
| nad +85 kg | Gustav Sperling  | Otto Büren    | Søren Marinus Jensen |